# Dones a Austràlia
Les dones a Austràlia es refereixen a la presència demogràfica i cultural de les dones a Austràlia. Històricament, un biaix masculí ha dominat la cultura australiana.

## Història

### Finals del seglexviii: La colonització
Les primeres administracions colonials estaven ansioses per abordar el desequilibri de gènere en la població provocada per la importació de gran nombre de convictes. El primer intent de corregir aquest saldo va ser el 1777, amb el viatge del Lady Juliana, un vaixell dedicat a transportar només dones convictes al Territori del Nord-oest, però que va adquirir notorietat en el viatge i va ser sobrenomenat «el bordell flotant». Entre 1788 i 1792, al voltant de 3546 homes i 766 dones convictes van desembarcar a Sydney.
Les dones van arribar a tenir un paper important en l'educació i el benestar durant els temps colonials. L'esposa del governador Macquarie, Elizabeth Macquarie, es va interessar en el benestar de les dones convictes.
La seva contemporània Elizabeth MacArthur va destacar per la seva «força femenina» en l'ajuda de l'establiment de la indústria de llana merina australiana durant l'absència forçosa del seu marit John MacArthur de la colònia després de la rebel·lió del rom.
Les germanes catòliques de la caritat van arribar el 1838 i van oferir atenció pastoral en la presó de les dones, visitant hospitals i escoles, i crear feina per a dones convictes. Van establir hospitals en quatre dels estats orientals, que van començar amb l'Hospital de St Vincent de Sydney el 1857 com a hospital gratuït per a totes les persones, però especialment per als pobres.

Evolució de les colònies australianes
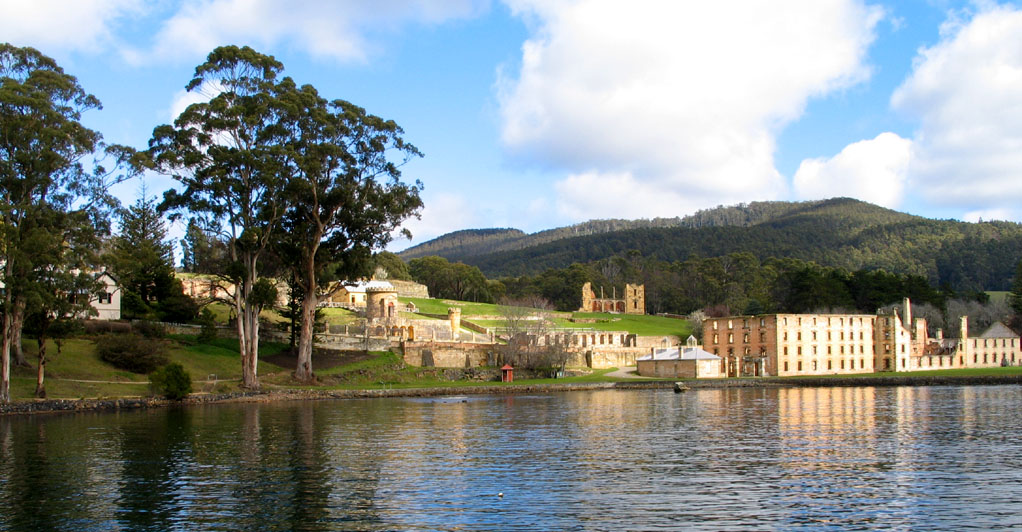
Port Arthur, a Tasmània, va ser la colònia penal més gran d'Austràlia
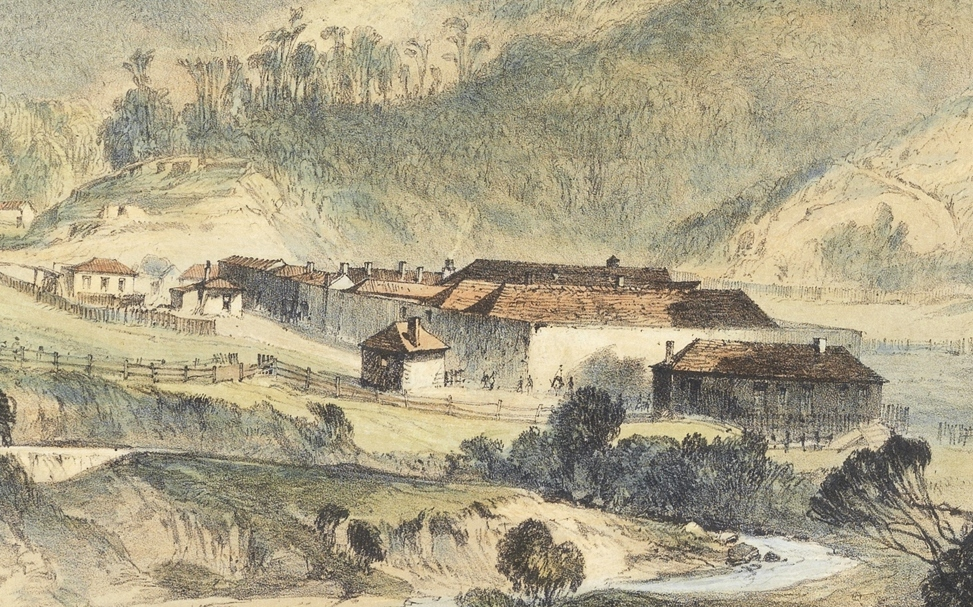
Detall d’una litografia de John Skinner Prout que mostra la colonia penal Cascades Female Factory, 1844
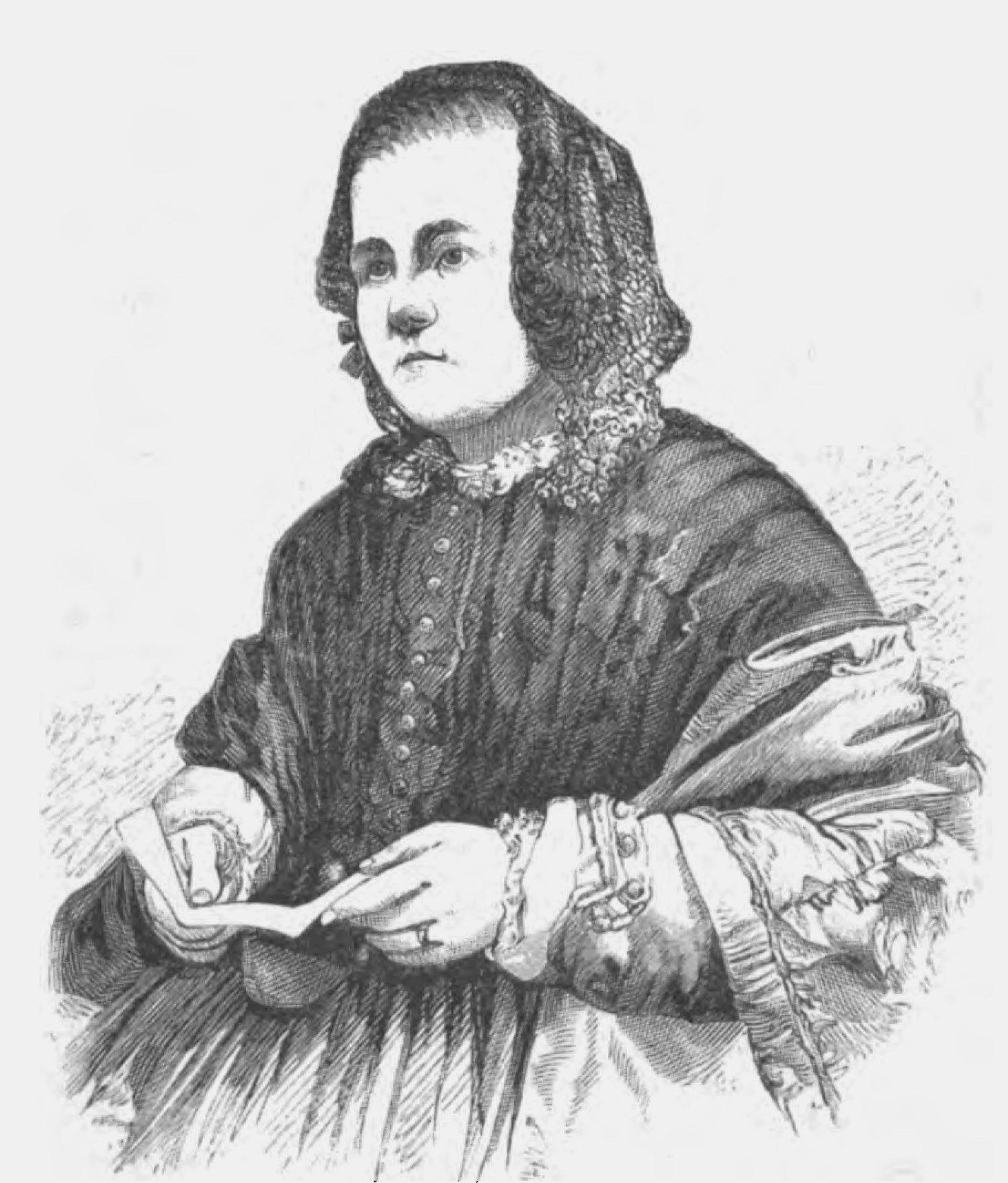
La humanitarista Caroline Chisholm va ser una defensora de les qüestions de les dones i la política colonial amigable amb la família

Caroline Chisholm (1808-1877) va establir un refugi de dones migrants i va treballar per al benestar de les dones a les colònies de la dècada del 1840. Més tard, els seus esforços humanitaris li van fer guanyar fama a Anglaterra i una gran influència en la consecució de rebre suports de les famílies de la colònia.
El primer bisbe catòlic de Sydney, John Bede Polding, va fundar un ordre australià de monges (les Germanes del Bon Samarità) el 1857 per a treballar en educació i treball social. Les Germanes de St Joseph van ser fundades a Austràlia Meridional per Mary MacKillop i Julian Tenison Woods el 1867. MacKillop va viatjar per tota l'Australàsia i va establir escoles, convents i institucions benèfiques. Va ser canonitzada per Benet XVI el 2010, convertint-se en la primera australiana a ser tan honrada per l'Església Catòlica.

### Finals del seglexix: El sufragi femení
Austràlia va ser un dels primers indrets on les dones van poder votar, a finals del segle xix. Es va concedir a les dones propietàries de la colònia d'Austràlia Meridional el dret a vot a les eleccions locals (però no les eleccions parlamentàries) el 1861. Henrietta Dugdale va formar la primera societat de suffragettes australianes a Melbourne el 1884. Les dones es van poder presentar pel Parlament d'Austràlia Meridional el 1895.

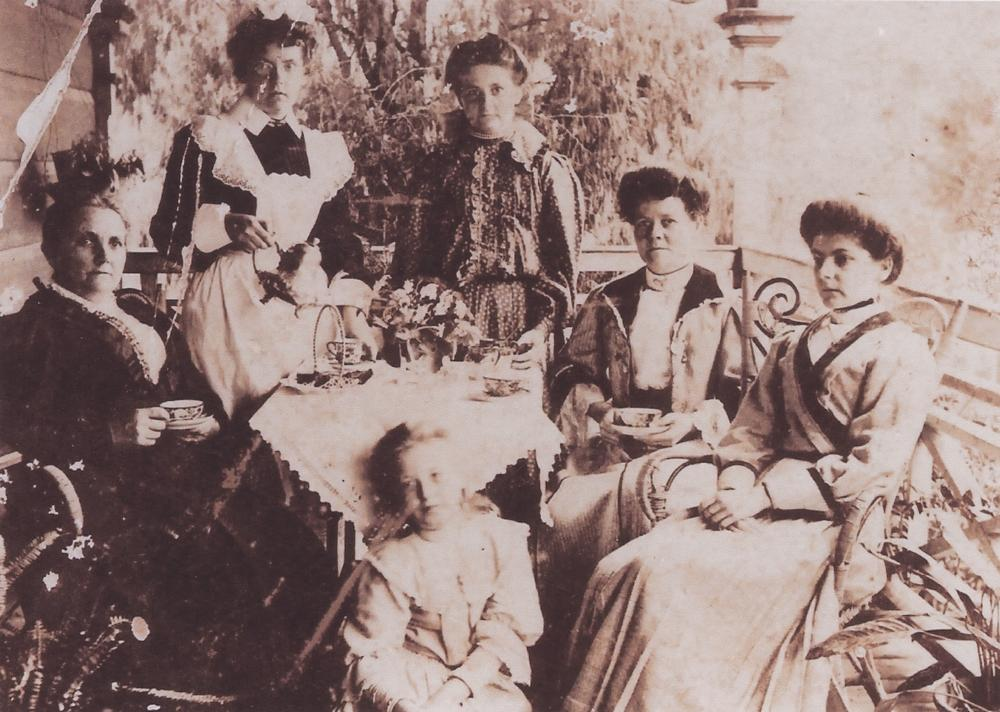
Australianes prenent te, c. 1910
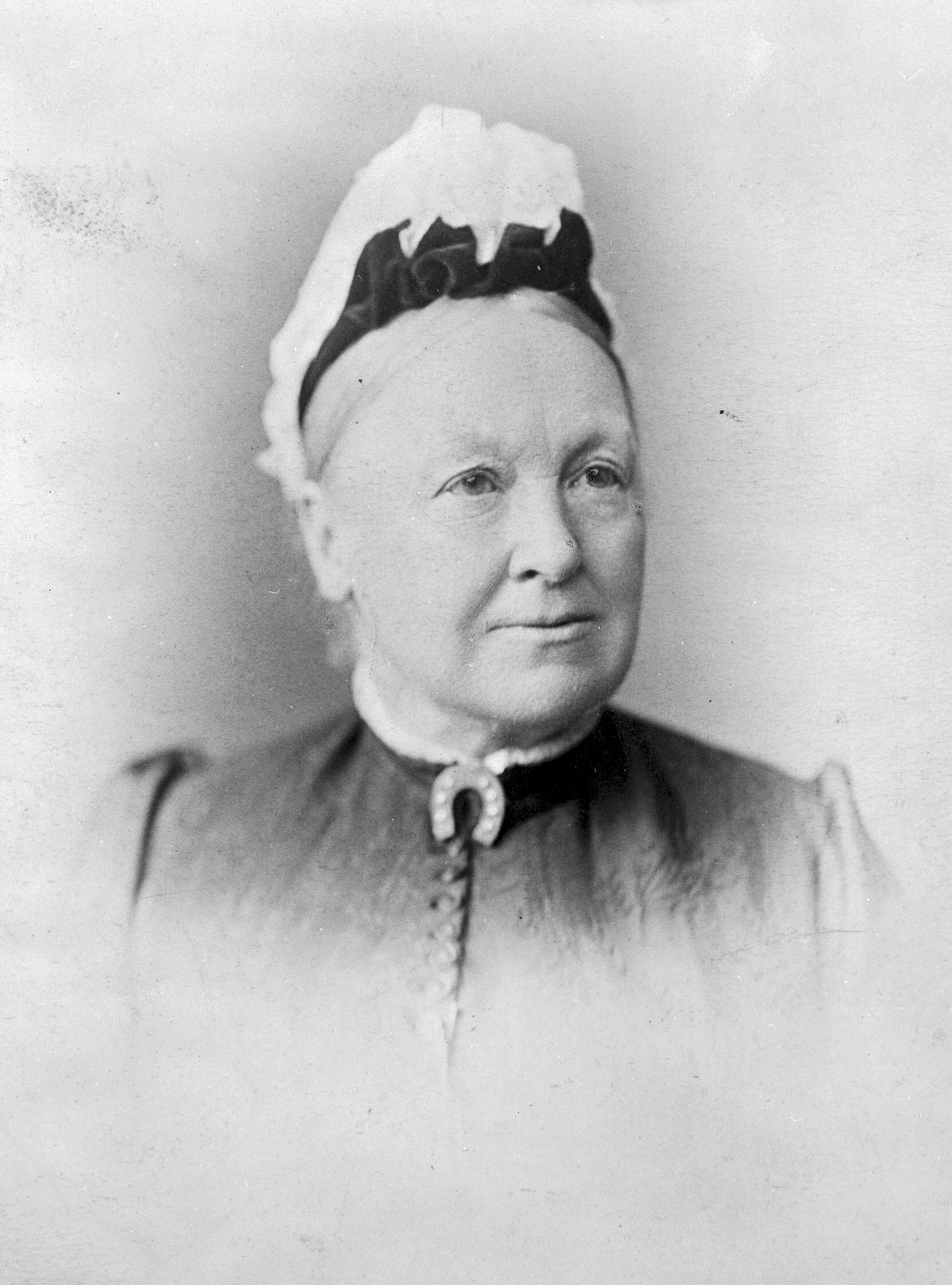
La suffragette australiana Catherine Helen Spence (1825-1910). El 1895, les dones al sud d'Austràlia van ser de les primeres al món en assolir el vot i van ser les primeres a tenir representació al Parlament
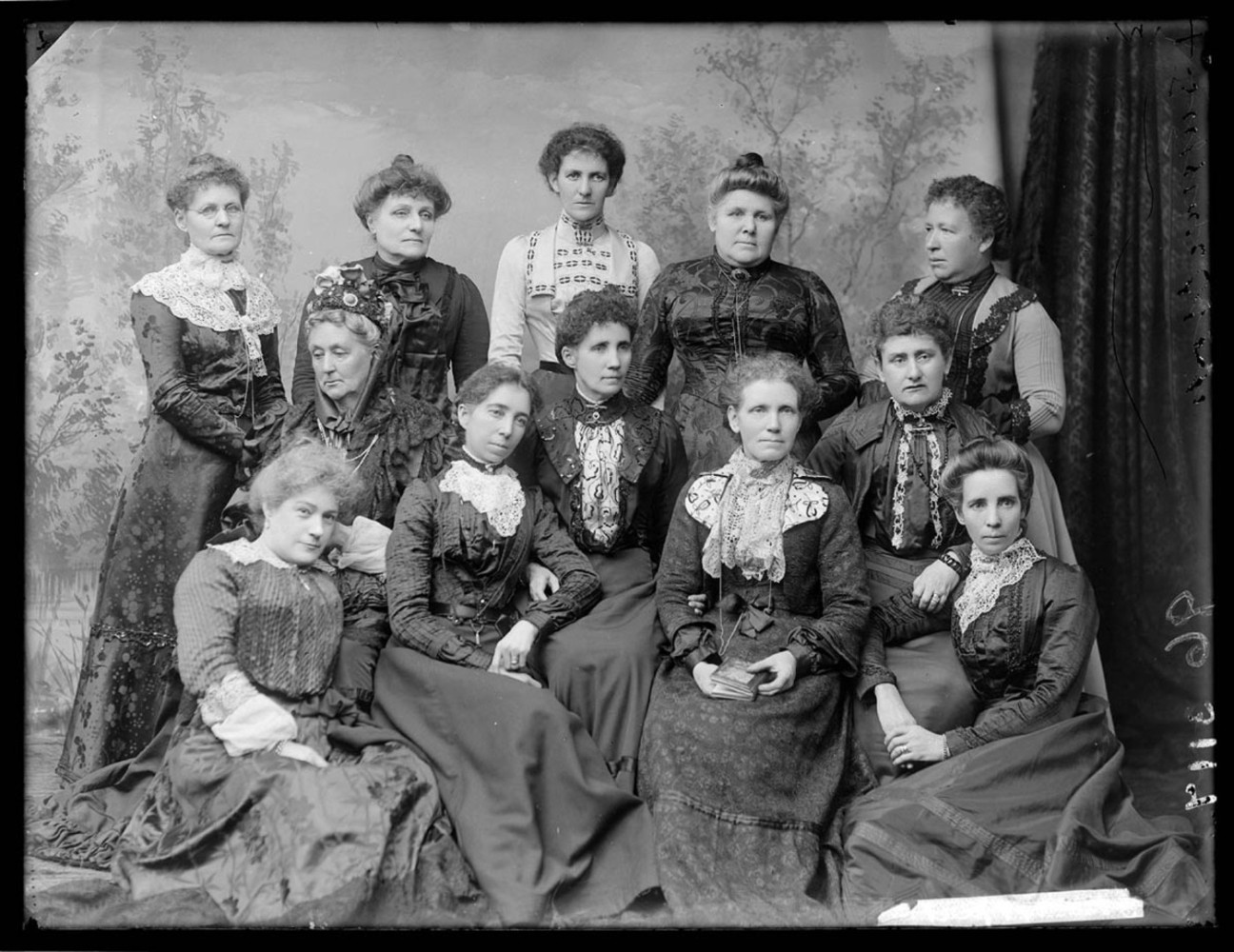
Lliga per al sufragi femení de Nova Gal·les del Sud, 1902
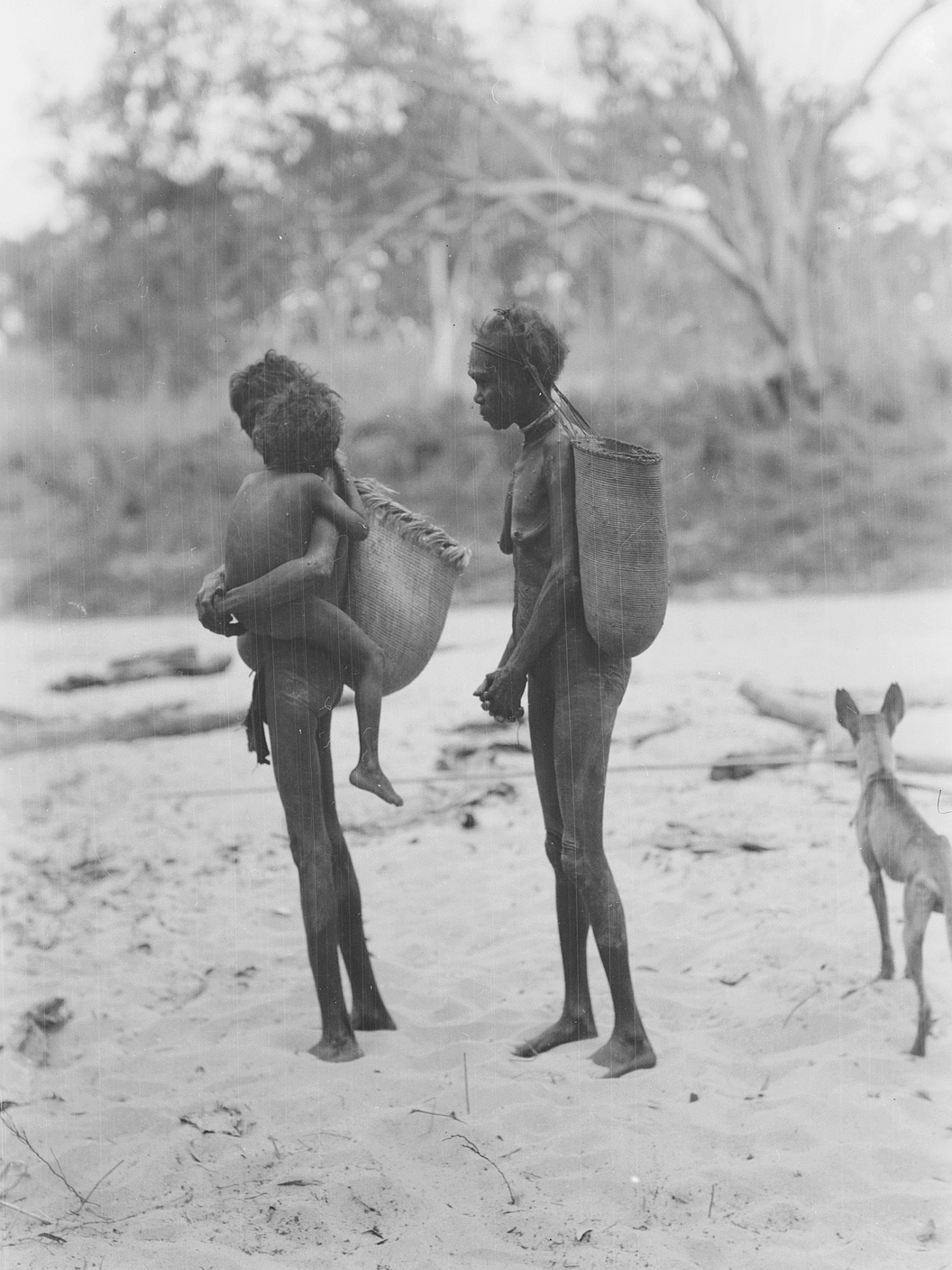
Dones aborígens del Territori del Nord, 1928. Fotografia presa per Herbert Basedow

Aquesta va ser la primera legislació del món que permetia a les dones presentar-se com a candidates a les eleccions i, el 1897, Catalina Helen Spence es va convertir en la primera dona candidata política, però sense èxit, per a les eleccions com a delegada a la Convenció Federal de la Federació Australiana. Austràlia Occidental va concedir drets de vot a dones qualificades com a no-aborígens el 1899. No va ser fins al 1962 que la legislació de la Commonwealth concedia específicament als aborígens el dret de vot a les eleccions australianes.

### 1901-1945
Les dones van participar enèrgicament en l'esforç de guerra, amb pocs signes de derrotisme o resistència a les polítiques governamentals.

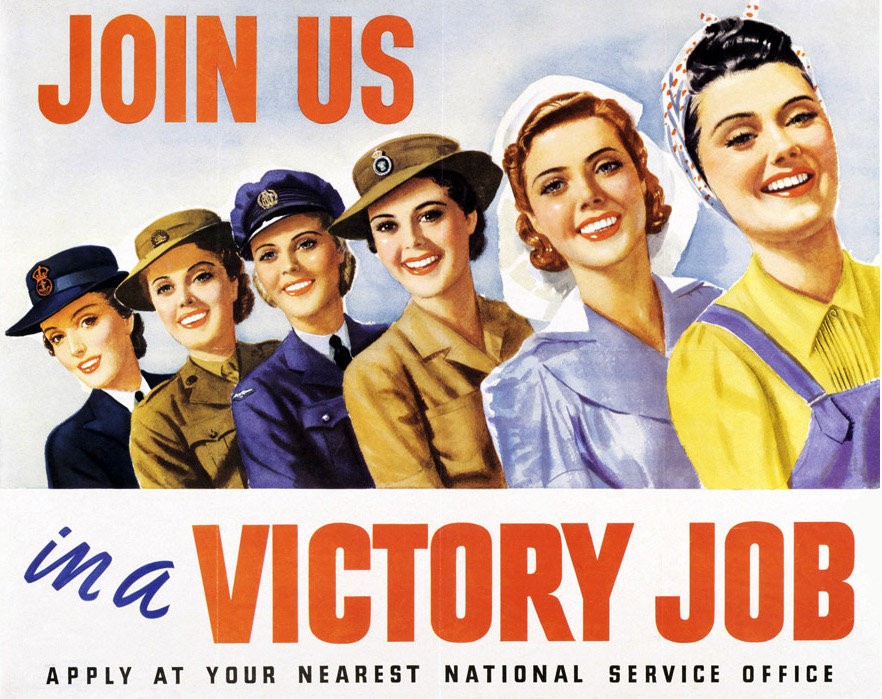
A la Segona Guerra Mundial, la propaganda del govern va animar a les dones a contribuir a l'esforç de guerra unint-se a una de les branques femenines de les forces armades o unint-se a la força de treball
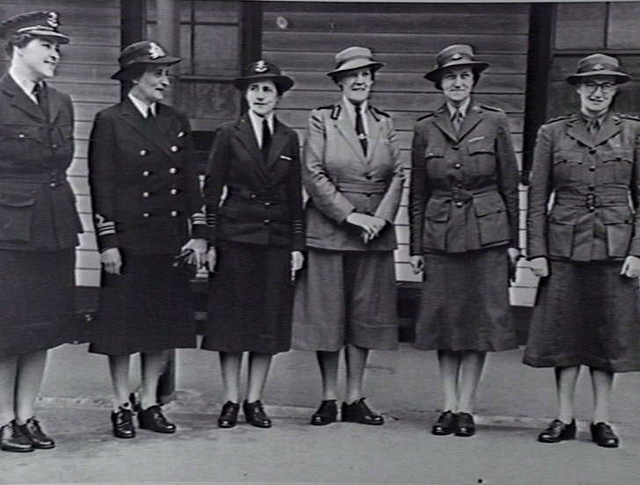
Les dirigents de les branques femenines de l'exèrcit australià, 1942
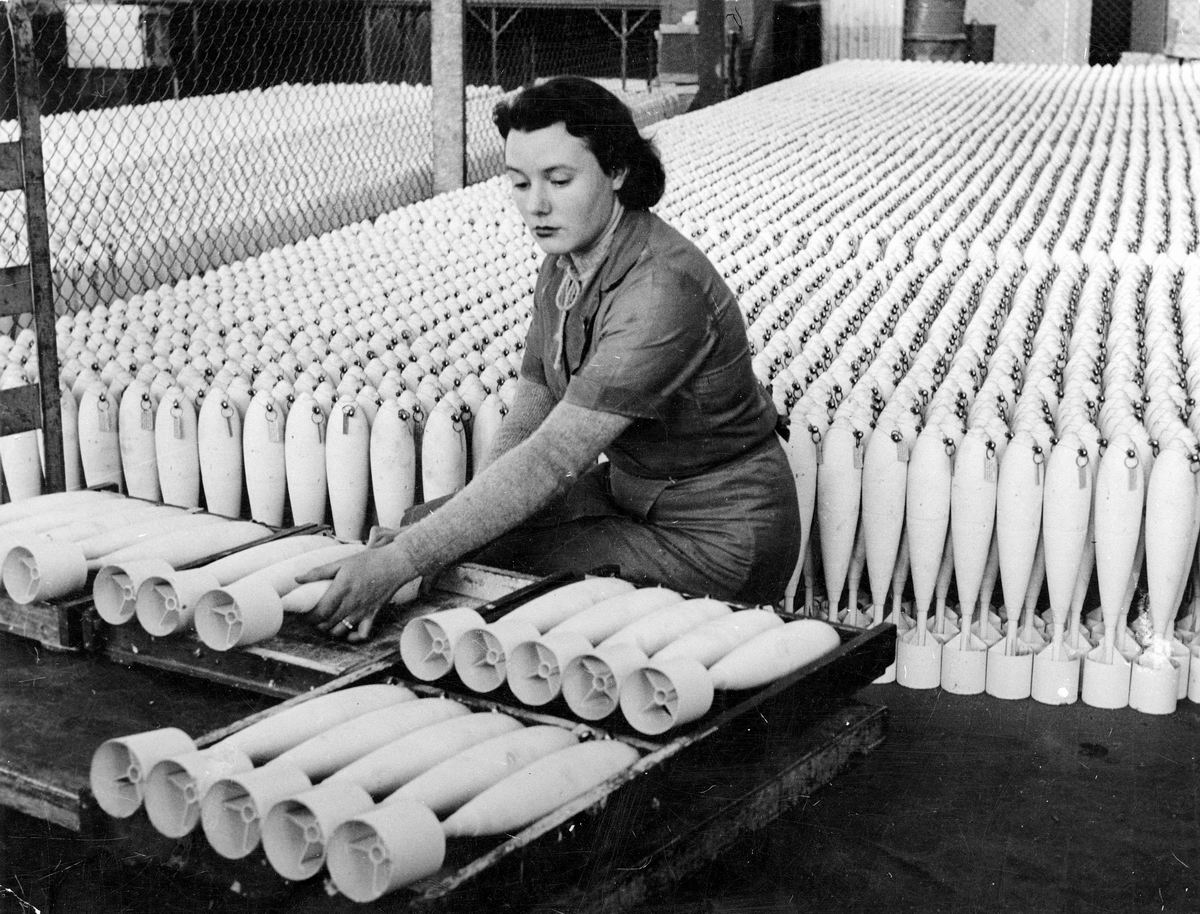
Una dona apilant bombes en una fàbrica el 1943
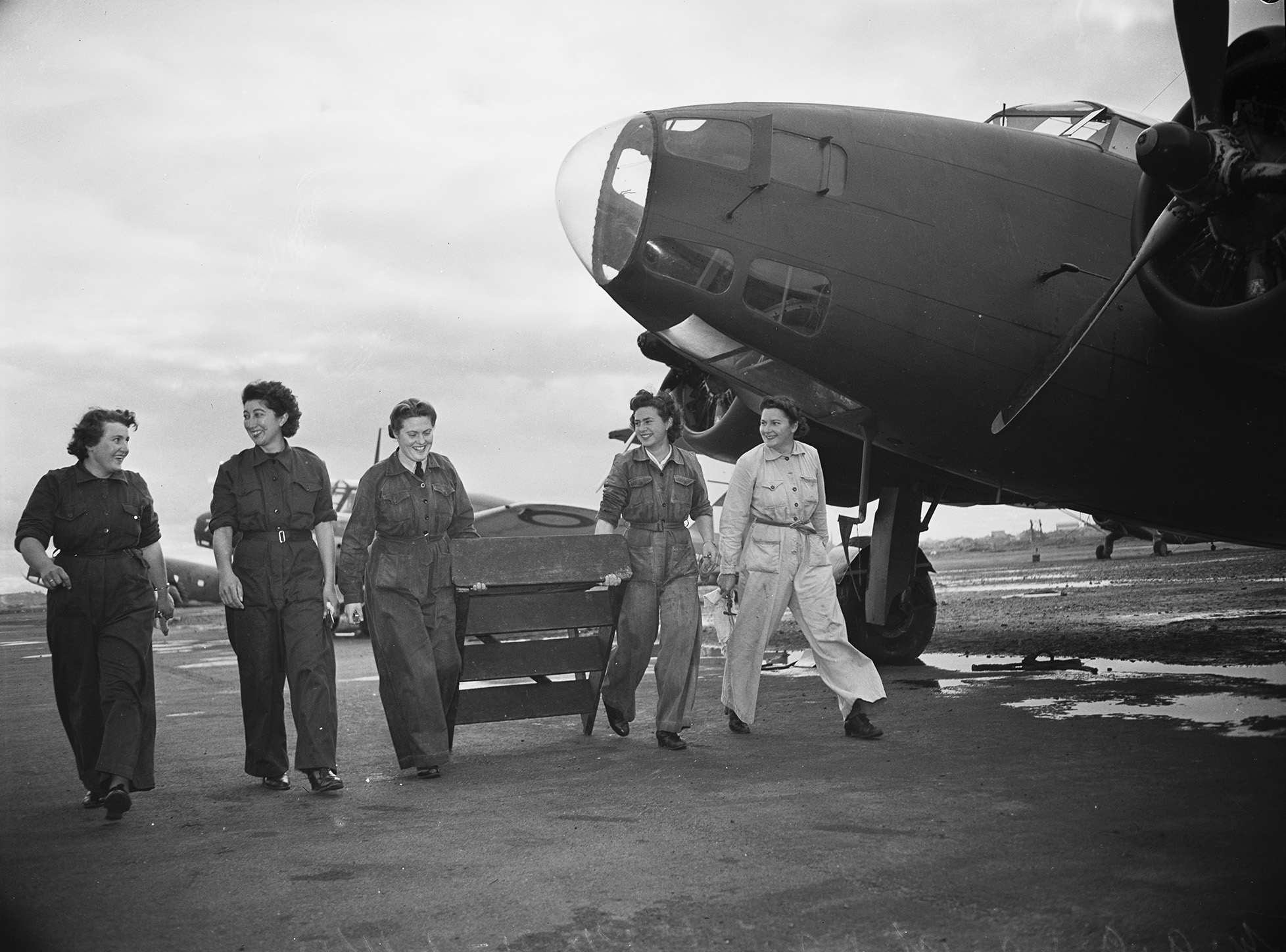
Tècniques de la Women's Auxiliary Australian Air Force (WAAAF), a l'aeroport de Mascot, 4 de juliol de 1944.

El 1922, es va formar la Country Women's Association (Associació de dones del país) amb la intenció de millorar la vida de les dones de l'Austràlia rural. Des de llavors s'ha expandit per convertir-se en l'organització de dones més gran del país.

### Després de 1945
El 1974, el Tribunal de la Commonwealth de Conciliació i Arbitratge va concedir a les dones el salari complet per a adults. No obstant això, la resistència a contractar dones en determinades indústries es va mantenir fins a la dècada del 1970. A causa de l'obstrucció dels elements del moviment dels sindicats, no va ser fins al 1975 que les dones van poder ser admeses com a conductores dels tramvies de Melbourne, i l'empresari i aviador Sir Reginald Ansett es va negar a permetre que les dones entrenèssin com a pilots fins al 1979.
El 1984, la Llei de Discriminació Sexual es va fer complir, fent que la discriminació sexual i l'assetjament sexual siguin il·legals. La criminalització de la violació conjugal a Austràlia va començar amb l'estat de Nova Gal·les del Sud el 1981, seguida de tots els altres estats entre 1985 i 1992.

### Textos analítics
Fins a la dècada del 1960, l'estereotip ètnic australià era típicament masculí.
Només en dècades més recents apareix l'atenció sobre el rol i l'estatus marginal de les dones i dels grups minoritaris. Un dels primers estudis sobre el paper de la dona en la cultura australiana va ser realitzada per Miriam Dixson en el seu estudi de 1975, The Real Matilda. Dixson va concloure que havia un profund menyspreu per a les dones de l'ethos australià i que l'únic paper de les dones estava dins de la família.
Marilyn Lake argumenta que la primera etapa de la història de les dones a la dècada del 1970 va demostrar un to enutjat, amb una crítica revolucionària que reflectia les seves estretes connexions amb el moviment d'alliberament de les dones. A finals del segle xx, la història de les dones era menys estrident i integrada més a fons en la història social i la història laboral. Al segle xxi, l'èmfasi s'ha convertit en un horitzó més ampli de «relacions de gènere», que inclou conceptes com la feminitat i la masculinitat.

## Salut i drets reproductius

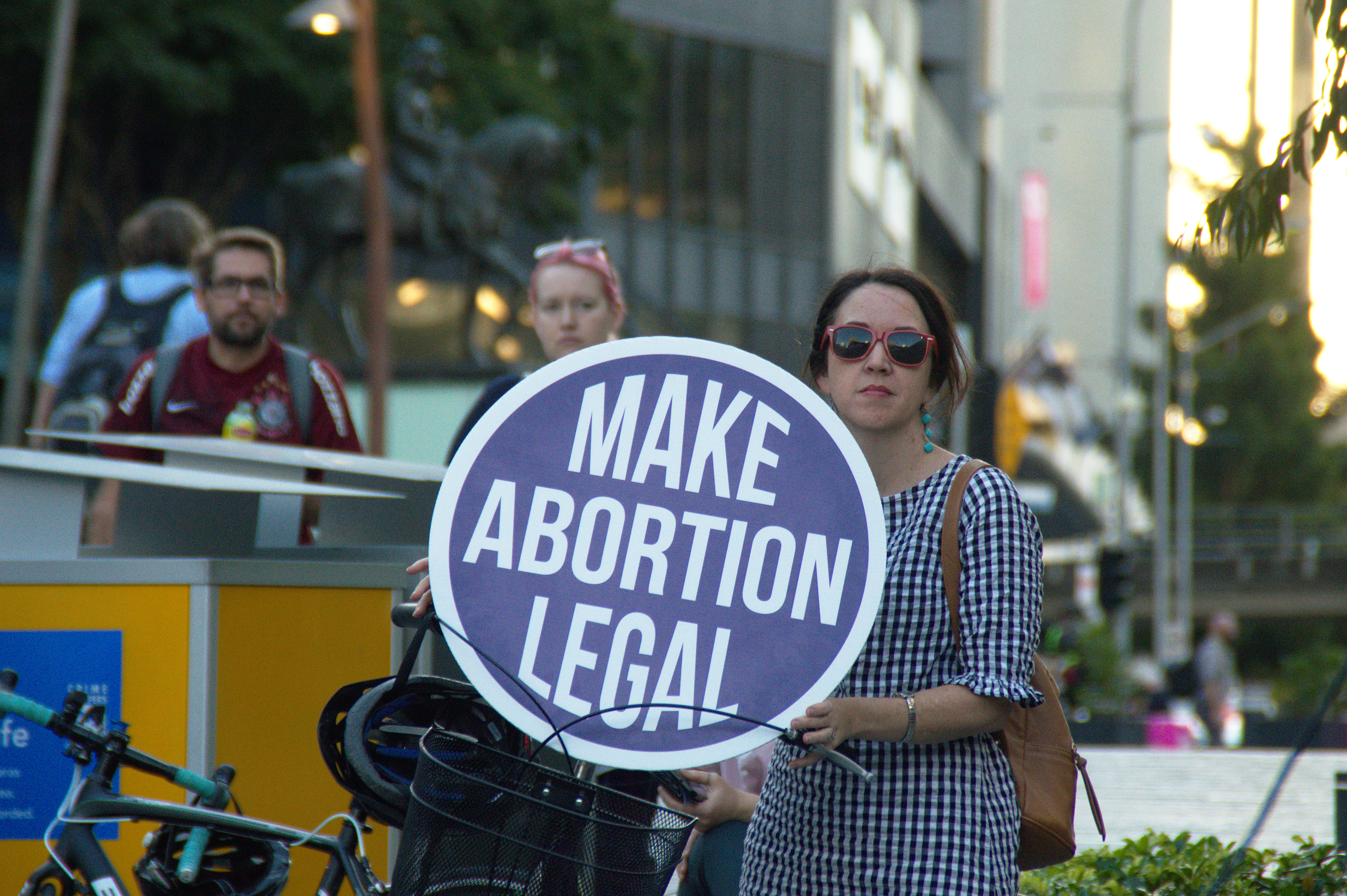
Una activista a favor de l'avortament lliure a Brisbane, 2018

L'avortament a Austràlia es regeix per la llei estatal en lloc de la llei federal. L'avortament era il·legal en totes les circumstàncies fins al cas de 1969 (R contra Davidson, també conegut com la sentència de Menhennitt). En aquest cas, el jutge Clifford Menhennitt va sentenciar que «l'avortament podia considerar-se legal si la salut física i / o mental o la vida de la dona estava en perill mortal». La sentència va ser adoptada en principi a Nova Gal·les del Sud i Queensland el 1971 i 1984 respectivament. A partir de 2019, l'avortament és legal sota demanda (fins a un cert límit) a tots els estats i territoris australians, excepte per a Austràlia Meridional.
S'estima que entre un quart i un terç de les dones australianes tindrà un avortament en la seva vida, i l'avortament té un fort suport popular. Segons un estudi de 2017, els avortaments a Austràlia tenen un cost mitjà de 560 dòlars després de rebre la devolució del Medicare. A més, algunes dones tenen costos addicionals com viatges, allotjaments, salaris perduts, guarderia i proves mèdiques. El 34% de les dones enquestades van informar que van trobar que el pagament de l'avortament era difícil o molt difícil.
La taxa de mortalitat materna a Austràlia és de 5,5 mortes / 100.000 naixements vius (dades del 2015).
Austràlia va tenir una taxa de fecunditat de 1,8 nadons nascuts / dona el 2014, que reflecteix una taxa de fecundació per sota de la taxa de reemplaçament (la taxa de reemplaçament és de 2,1 nens nascuts / dona). La taxa de fecunditat més baixa va ser de 1,74 el 2001, i la més alta va ser de 3,55 el 1961.
La taxa de fecunditat australiana ha estat per sota de la taxa de reemplaçament des de 1976.

## Les dones en la política
Tot i que les dones van adquirir el dret a presentar-se a les eleccions federals el 1902, les dones no van estar presents durant els primers 20 anys en la política australiana, fins a l'elecció d'Edith Cowan a l'Assemblea Legislativa d'Austràlia Occidental el 1921, i no es van presentar a les eleccions federals fins al 1943, quan Dorothy Tangney i Enid Lyons van ser elegides per al Senat i per a la Cambra de Representants, respectivament. Lyons es va convertir en la primera dona que pertany al gabinet australià, durant el govern de Robert Menzies, el 1949.
Les dones no van liderar un estat o un territori fins que Rosemary Follett va ser elegida Primera Ministra del Territori de la Capital Australiana el 1989. La primera Primera Ministra d'Austràlia, Julia Gillard va ser nomenada el 2010.
Des de la dècada del 1970, les dones han tingut una representació creixent al Parlament. Malgrat exemples, com ara les dones que tenien més poder que els homes a Sidney el 2010 (Clover Moore com a Lord Mayor, Kristina Keneally com a Primera Ministra de Nova Gal·les del Sud, Marie Bashir com a Governadora de Nova Gal·les del Sud, Julia Gillard com a Primera Ministra, Quentin Bryce com a Governadora General d'Austràlia, i Elisabet II com a Reina d'Austràlia), encara segueixen sent una minoria al parlament, i el 2016 només eren el 32%, un augment de l'1% de les eleccions anteriors.

## Australianes destacades

### Activistes
- Agnes Goode
- Aila Keto
- Alexandra de Blas
- Alice Manfield
- Allana Beltran
- Angelena Bonet
- Anne Daw
- Bessie Guthrie
- Cate Blanchett
- Cate Faehrmann
- Eileen Kampakuta Brown
- Emily Dobson
- Freya Mathews
- Henrietta Dugdale
- Irene Greenwood
- Isabelle Bean
- Jacqui Katona
- Jane Foss Barff
- Jean Mary Daly
- Kathleen McArthur
- Lesley Bartlett
- Louisa Margaret Dunkley
- Mary Gardiner
- Mimi Macpherson
- Miranda Gibson
- Penelope Figgis
- Phyllis Duguid
- Ruth Hope Crow
- Sandra Bloodworth
- Sandra Kanck
- Sharon Beder
- Tarang Chawla
- Thelma Bate
- Vivienne Elanta
- Yvonne Margarula

### Actrius
- Adelaide Kane
- Aileen Britton
- Ariel Kaplan
- Ashleigh Brewer
- Basia A'Hern
- Betty Bobbitt
- Briony Behets
- Brittany Byrnes
- Brooke Mikey Anderson
- Bunney Brooke
- Carla Bonner
- Cate Blanchett
- Charlotte Best
- Claudia Black
- Claudia Karvan
- Cordelia Cameron
- Debra Byrne
- Dena Kaplan
- Dinah Rudelhoff
- Eliza O'Flaherty
- Ellen Douglass Hatch
- Emily Browning
- Emma Howson
- Enid Bennett
- Essie Jenyns
- Eugenie Duggan
- Fanny Cathcart
- Frances Arabin
- Gillian Alexy
- Harriet Knowles
- Inez Bensusan
- Jacinda Barrett
- Jordana Beatty
- Julia Blake
- Julia Matthews
- Kavitha Anandasivam
- Kylie Belling
- Lorna Bingham
- Lucinda Armstrong Hall
- Lyndall Barbour
- Marjorie Bennett
- Markella Kavenagh
- Marta Kaczmarek
- Olga Agnew
- Pat Bishop
- Peta Brady
- Rachael Blake
- Rebecca Breeds
- Rose Byrne
- Roxy Barton
- Saskia Burmeister
- Sylvia Breamer
- Tina Arena
- Tushka Bergen
- Wendy Blacklock

### Arquitectes
- Beverley Bolin
- Cassandra Fahey
- Christina Cho
- Eleanor Cullis-Hill
- Elizabeth Farrelly
- Eva Buhrich
- Harriet Edquist
- Justine Clark
- Kate Cullity
- Kerry and Lindsay Clare
- Maggie Edmond
- Margaret Feilman
- Margaret Findlay
- Melinda Dodson
- Oi Choong
- Pia Ednie-Brown
- Rosina Edmunds
- Simona Castricum
- Stroma Buttrose
- Suzanne Dance
- Zahava Elenberg

### Assassines
- Allyson McConnell
- Brenda Hodge
- Bridget Larkin
- Caroline Grills
- Catherine Birnie
- Elizabeth Woolcock
- Frances Knorr
- Judy Moran
- Katherine Knight
- Kathleen Folbigg
- Keli Lane
- Louisa Collins
- Martha Needle
- Martha Rendell
- Sarah Makin
- Tracey Wigginton
- Trudi Lenon
- Valmae Beck

### Aviadores
- Christine Davy
- Deborah Lawrie
- Florence Mary Taylor
- Freda Thompson
- Gaby Kennard
- Gladys Sandford
- Irene Dean-Williams
- Ivy May Pearce
- Janine Shepherd
- Jean Burns
- Linda Corbould
- Margaret Skelton
- Marion McCall
- Maude Bonney
- Millicent Bryant
- Nancy Bird Walton
- Nancy Ellis
- Peggy Kelman

### Ballarines
- Anne Elder
- Beverly Jane Fry
- Elaine Fifield
- Ella Havelka
- Felix Cane
- Flora Cheong-Leen
- Gina Brescianini
- Hélène Kirsova
- Jac Bowie
- Janet Karin
- Jean Garling
- Kathleen Gorham
- Kathryn Bennetts
- Kira Bousloff
- Lana Jones
- Leanne Benjamin
- Leigh Redhead
- Lola the Vamp
- Louise Lightfoot
- Lucette Aldous
- Lucinda Dunn
- Lynne Golding-Kirk
- Madeleine Eastoe
- Margaret Illmann
- Minsky Malone
- Monica Mayhem
- Phyllis Danaher
- Roma Egan
- Sonia Humphrey
- Toni Bentley

### Ceramistes
- Anne Dangar
- Cybele Rowe
- Gladys Reynell
- Gwyn Hanssen Pigott
- Joan Campbell
- Klytie Pate
- Malpiya Davey
- Marguerite Mahood
- Milyika Carroll
- Pamela Irving
- Pippin Drysdale
- Una Deerbon

### Científiques
- Adele Green
- Adrienne Ruth Hardham
- Alice Gorman
- Amanda Fosang
- Belinda Ferrari
- Carola Garcia de Vinuesa
- Cathy Foley
- Chin Gouk
- Gail Garvey
- Glenda Gobe
- Gwen Fenton
- Jane Elith
- Jane Grogan
- Jenny Graves
- Joanna Groom
- Josephine Forbes
- Katharina Gaus
- Kliti Grice
- Kristine French
- Laura Margaret Hope
- Lesley Ann Hughes
- Lisa Harvey-Smith
- Margaret Friedel
- Margaret Garson
- Marguerite Evans-Galea
- Marianne Frommer
- Melina Georgousakis
- Merrilyn Goos
- Mollie Holman
- Rica Erickson
- Robyn Francis
- Robyn Guymer
- Ruth Fincher
- Sue Hatcher
- Susan Forrest
- Suzanne Hand
- Sze Flett
- Thistle Yolette Harris
- Vanessa Hayes
- Vicki Gardiner
- Vilma Rose Hunt
- Wendy Hoy

### Directores de cinema
- Amanda Brotchie
- Carolynne Cunningham
- Catherine Duncan
- Elissa Down
- Emma-Kate Croghan
- Genevieve Clay-Smith
- Gillian Armstrong
- Hattie Dalton
- Janine Hosking
- Kate Howarde
- Kitty Green
- Lyndall Hobbs
- Martha Ansara
- Natasha Bassett
- Robin Anderson
- Ruth Borgobello
- Shirley Barrett
- Sue Brooks
- Taryn Brumfitt
- Trudy Hellier
- Violeta Ayala

### Escultores
- Anne Pincus
- Barbara Tribe
- Denese Oates
- Hilarie Mais
- Linde Ivimey
- Marea Gazzard
- Noela Hjorth
- Pamela Irving
- Pulya Taylor
- Rhyl Hinwood
- Rosalie Gascoigne
- Rosemary Madigan
- Sharyn Egan
- Shirley Macnamara
- Susan Dorothea White
- Tina Haim-Wentscher
- Zoja Trofimiuk

### Empresàries
- Angela Bennett
- Audette Exel
- Auvergne Doherty
- Carolyn Creswell
- Cheryl Bart
- Donna Burke
- Flora Cheong-Leen
- Helena Carr
- Ita Buttrose
- Jan Cameron
- Jenny Aitchison
- Jillian Broadbent
- June Dally-Watkins
- Lily Ah Toy
- Maggie Beer
- Margie Abbott
- Mary Ann Black
- Sonja Bernhardt
- Susan Alberti
- Sylvia Rose Ashby
- Valda Berzins

### Escriptores
- Alexandra de Blas
- Alice Bell
- Anne Deveson
- Betty Churcher
- Charmaine Bennell
- Debra Byrne
- Dianne Bates
- Elizabeth Burchill
- Elizabeth Celi
- Elizabeth Chipman
- Iris Burgoyne
- Jennifer Compton
- Jo Chandler
- Judith Buckrich
- Lilian Dikmans
- Lisa Bellear
- Mabel Brookes
- Marele Day
- Marianne Curley
- Mona Matilda Clare
- Paula Bossio
- Robyn Davidson
- Sara Dowse
- Stella Bowen
- Steph Bowe
- Stephanie Bendixsen
- Suelette Dreyfus
- Taryn Brumfitt
- Tess Brady
- Toni Bentley
- Verna Susannah Coleman
- Veronica Brady

### Esportistes
- Ashleigh Brennan
- Carla Ryan
- Carli Renzi
- Chloe Rayner
- Danielle LeRay
- Emily Rosemond
- Emma Rickards
- Erin McGowan
- Georgia Bonora
- Georgia-Rose Brown
- Geraldine Johns-Putra
- Giang Nguyen
- Hayley Rutherford
- Jan Bedford
- Janelle Shepherd
- Janine Murray
- Jayme Richardson
- Kathryn Hardegen
- Kaye Breadsell
- Kerry Battersby
- Kerry Bayliss
- Kimberly Mason
- Kristie-Anne Ryder
- Lara Sullivan
- Laura Moylan
- Leigh Marning
- Loren Rowney
- Louisa Hawton
- Maria Pekli
- Marion Mott-McGrath
- Mischa Merz
- Nancy Lane
- Narelle Kellner
- Rebecca Sullivan
- Sarah Roy
- Shannon O'Connell
- Skye Nicolson
- Tayla Harris
- Val Buffham-Norris

### Filòsofes
- Fiona Jenkins
- Freya Mathews
- Genevieve Lloyd
- Helga Kuhse
- Jacqueline Laing
- Jean Curthoys
- Joanne Faulkner
- Kate Manne
- Leslie Cannold
- Moira Gatens
- Penelope Deutscher
- Rae Langton
- Rosalyn Diprose
- Simone Bignall
- Sue Knight
- Teresa Brennan

### Jutgesses
- Anna Katzmann
- Betty King
- Catherine Holmes
- Elizabeth Fullerton
- Elizabeth Hollingworth
- Felicity Hampel
- Jacqueline Gleeson
- Jayne Jagot
- Judith Kelly
- Julia Lonergan
- Lindy Jenkins
- Maree Kennedy
- Mary Gaudron
- Mary Jerram
- Megan Latham
- Michelle Gordon
- Rita Incerti
- Robyn Layton
- Susan Kenny

### Matemàtiques
- Annette Dobson
- Caroline Finch
- Catherine Greenhill
- Eleanor Mollie Horadam
- Frances Kuo
- Katherine Heinrich
- Kathy Horadam
- Kerry Landman
- Merrilyn Goos
- Mildred Barnard
- Nalini Joshi
- Natashia Boland
- Nerida Ellerton
- Robyn Owens

### Militars
- Barbara MacLeod
- Betty Jeffrey
- Cate McGregor
- Clare Stevenson
- Clarice Halligan
- Dawn Jackson
- Eleanor Manning
- Elizabeth Cosson
- Ellen Savage
- Grace Wilson
- Jackie Kelly
- Jacqui Lambie
- Joan Streeter
- Kathryn Toohey
- Linda Reynolds
- Lois Pitman
- Lyn McDade
- Robyn Walker
- Rosa Zelma Huppatz
- Sheila McClemans
- Simone Wilkie
- Sybil Irving
- Tracy Smart
- Wilma Oram

### Models
- Abbie Cornish
- Adut Akech
- Ajak Deng
- Alice Burdeu
- Angelena Bonet
- Anja Coleby
- Annalise Braakensiek
- Anne Curtis
- Ashley Cheadle
- Brittany Beattie
- Brooke Evers
- Chandrika Ravi
- Charlotte Best
- Charlotte Dawson
- Cherie Ditcham
- Chloe Butler
- Danielle Byrnes
- Denise Allen
- Dinka Džubur
- Ellie-Jean Coffey
- Gemma Cowling
- Hayley Bateup
- Iggy Azalea
- Imogen Bailey
- Isabelle Cornish
- Jacinda Barrett
- Jemma Baines
- June Dally-Watkins
- Kristina Akheeva
- Laura Andon
- Laura Csortan
- Laura Dundovic
- Lauryn Eagle
- Lilian Dikmans
- Lucy Bayet
- Madeline Cowe
- Martha Christie
- Michelle van Eimeren
- Montana Cox
- Raine Baljak
- Samantha Downie
- Sharon Anyos
- Tabrett Bethell
- Tahnee Atkinson
- Teale Coco
- Tiah Delaney

### Músiques
- Ali Mills
- Anna Goldsworthy
- Anne McCue
- Chris McNulty
- Deniese Morrison
- Emma Mullings
- Enith Clarke
- Fanny Lumsden
- Georgi Kay
- Greta Gertler
- Jade MacRae
- Jeanne Little
- Jess McAvoy
- Jodi Martin
- Judith Durham
- Liv Maessen
- Lucinda Collins
- Maia Mitchell
- Mary Hansen
- Medicine Voice
- Mia Dyson
- Milica Davies
- Missy Higgins
- Moira Macdonald
- Natalie Gauci
- Nessa Morgan
- Nicky Love
- Norma O'Hara Murphy
- Rebecca Jackson Mendoza
- Rhondda Gillespie
- Romola Costantino
- Ruby Claudia Davy
- Ruby Fields
- Shellie Morris
- Sister Janet Mead
- Sophie Koh
- Suzie Dickinson
- Suzie Higgie
- Suzie Mathers
- Tamara Anna Cislowska
- Tharini Mudaliar

### Pintores
- Annette Bezor
- Beverly Allen
- Clarice Beckett
- Daisy Andrews
- Davida Allen
- Del Kathryn Barton
- Doris Boyd
- Elise Blumann
- Ethel Anderson
- Gwen Barringer
- Jean Appleton
- Jean Bellette
- Marie-Claire Baldenweg
- Maringka Baker
- Marion Borgelt
- Mary Cecil Allen
- Nancy Borlase
- Portia Mary Bennett
- Stella Bowen
- Vivienne Binns
- Yvonne Boag

### Polítiques
- Angie Bell
- Ann Bressington
- Anna Bligh
- Bonny Barry
- Bronwyn Bishop
- Candy Broad
- Catryna Bilyk
- Desley Boyle
- Diane Beamer
- Donna Bauer
- Dympna Beard
- Fran Bladel
- Frances Bedford
- Gai Brodtmann
- Gladys Berejiklian
- Helen Buckingham
- Helen Bullock
- Jacqui Boydell
- Julie Bishop
- Liz Beattie
- Liz Behjat
- Loraine Braham
- Lyn Breuer
- Marie-Clare Boothby
- Ros Bates
- Rosy Buchanan
- Sharon Bird
- Sue Boyce
- Verity Barton
- Vicki Bourne
- Yvette Berry

### Químiques
- Aleksandra Filipovska
- Annabelle Bennett
- Anne Astin
- Anne Dell
- Colleen Nelson
- Delphine Lannuzel
- Elizabeth Finkel
- Elizabeth Harry
- Elizabeth New
- Isabel Joy Bear
- June Halliday
- Margaret Harding
- Margaret Sylvia Gilliland
- Mary Campbell Dawbarn
- Mary Garson
- Michelle Coote
- Moira Lenore Dynon
- Pamela Rickard
- Rita Harradence
- Upulie Divisekera

### Sufragistes
- Annette Bear-Crawford
- Bella Guerin
- Belle Golding
- Christina Jane Corrie
- Edith Cowan
- Eileen Mary Casey
- Eliza Ashton
- Euphemia Bridges Bowes
- Fanny Furner
- Henrietta Dugdale
- Henrietta Greville
- Inez Bensusan
- Jean Beadle
- John Downer
- John Hannah Gordon
- Joseph Cookworthy
- Kate Dwyer
- Leontine Cooper
- Mary Colton
- Mary Eliza Fullerton
- Maybanke Anderson
- Rosetta Jane Birks
- Vida Goldstein